# Porte de Bruxelles (Termonde)
La Porte de Bruxelles (Brusselse Poort en néerlandais) est un édifice de style néo-classique situé à Termonde, dans la province de Flandre-Orientale en Belgique.

## Localisation
La Porte de Bruxelles se situe au sud-est du centre-ville, à l'endroit où la rue de Bruxelles (Brusselsestraat) rejoint l'avenue Léopold II, qui suit le tracé des anciennes fortifications à l'est de la ville.

## Historique
Par sa position stratégique sur l'Escaut et la Dendre, la ville de Termonde est déjà une ville ceinte d'une muraille avant 1200. Au cours des siècles, ses fortifications ont été à de multiples reprises détruites et reconstruites.
La Porte de Bruxelles originale est déjà mentionnée en 1295-1296 comme l'une des quatre portes de la ville fortifiée.
Durant la seconde moitié du XIVe siècle, les fortifications de la ville sont renforcées et agrandies.
La Porte de Bruxelles est reconstruite en 1403, après sa destruction lors du siège de Termonde par les Gantois en 1380.
Elle est de nouveau endommagée en 1584 pendant les guerres de religion qui ravagent les Pays-Bas espagnols et est réparée dans le premier quart du XVIIe siècle.
En 1708, les fortifications de la ville sont reconstruites selon les principes de Vauban mais, à la fin du XVIIIe siècle, la valeur stratégique de la place forte de Termonde a tellement diminué que les fortifications sont démolies en 1783 sur ordre de l'empereur Joseph II,,.
Mais après la chute de Napoléon Ier, Termonde retrouve de l'importance en tant que place forte. Sous le régime néerlandais (1815-1830), la nouvelle forteresse de Termonde fait partie de la barrière de Wellington construite entre 1816 et 1830 pour défendre la frontière entre les Alliés (Grande-Bretagne et Pays-Bas) et la France,. La nouvelle forteresse de Termonde est construite dans le cadre de cette ligne de défense entre 1822 et 1830 sous la direction du capitaine et ingénieur néerlandais Cornelis Alewyn.
En 1933-1934, une partie des douves de la forteresse a disparu et les murs de terre de la ville fortifiée ont été démolis.

## Classement et restauration
La Porte de Bruxelles fait l'objet d'un classement comme monument historique depuis le 24 juin 1993 et figure à l'inventaire du patrimoine immobilier de la Région flamande sous la référence 48864.
Elle a fait l'objet d'une importante restauration en 2002 sous la direction du bureau d'architectes Van Severen.

## Description

### Structure originale
Après la construction de la nouvelle forteresse de Termonde par les Néerlandais en 1822-1830, la Porte de Bruxelles comportait une porte intérieure (celle que l'on peut encore voir), protégée par un ravelin ou demi-lune, ouvrage extérieur en forme de "V" dont elle était séparée par un fossé empli d'eau.
La route qui quittait la forteresse franchissait la porte intérieure et un premier pont, traversait le ravelin en faisant un virage puis en ressortait par une porte et un pont extérieurs.
Dans le ravelin entouré d'eau se trouvait un entrepôt de poudre et de munitions à l'épreuve des bombes.
En 1933-1934, lorsqu'une partie des murs et des douves de la forteresse de Termonde a disparu, une partie du ravelin de la Porte de Bruxelles a été supprimée et la porte et le pont extérieurs ont été démolis.

### Vestiges actuels
Cette porte d'accès de 1822 de style néo-classique est édifiée en pierre blanche et en pierre bleue (petit granit).
Construite en blocs de grès provenant des ruines de l'abbaye d'Affligem, la porte présente un registre inférieur et un registre supérieur, séparés par un cordon de pierre.
Le registre inférieur conserve encore, côté ville, les deux contrepoids en fer forgé et en fonte du pont-levis à transmission rigide de type Bélidor, qui actionnaient le pont en bois, qui a été remplacé dans les années 1950 par un pont en brique.
Le registre supérieur est orné d'un grand arc cintré à claveaux rayonnants côté ville, et à moulure et clé d'arc en pierre bleue côté extra-muros. Chaque arc est surmonté d'un entablement classique composé d'une architrave en pierre bleue, d'une frise à métopes en pierre blanche et triglyphes en pierre bleue et d'une corniche en forte saillie. 

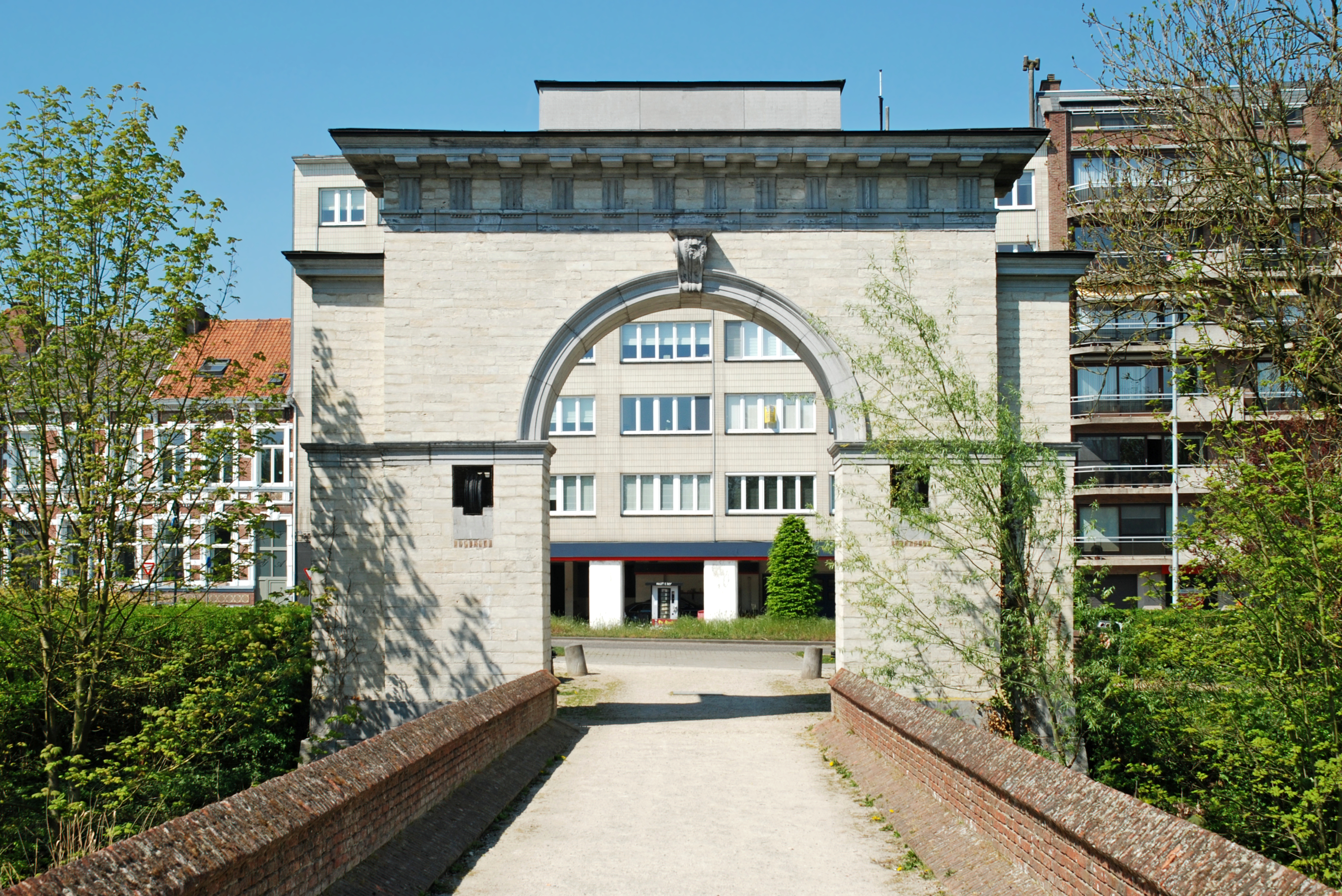
La porte vue du ravelin.
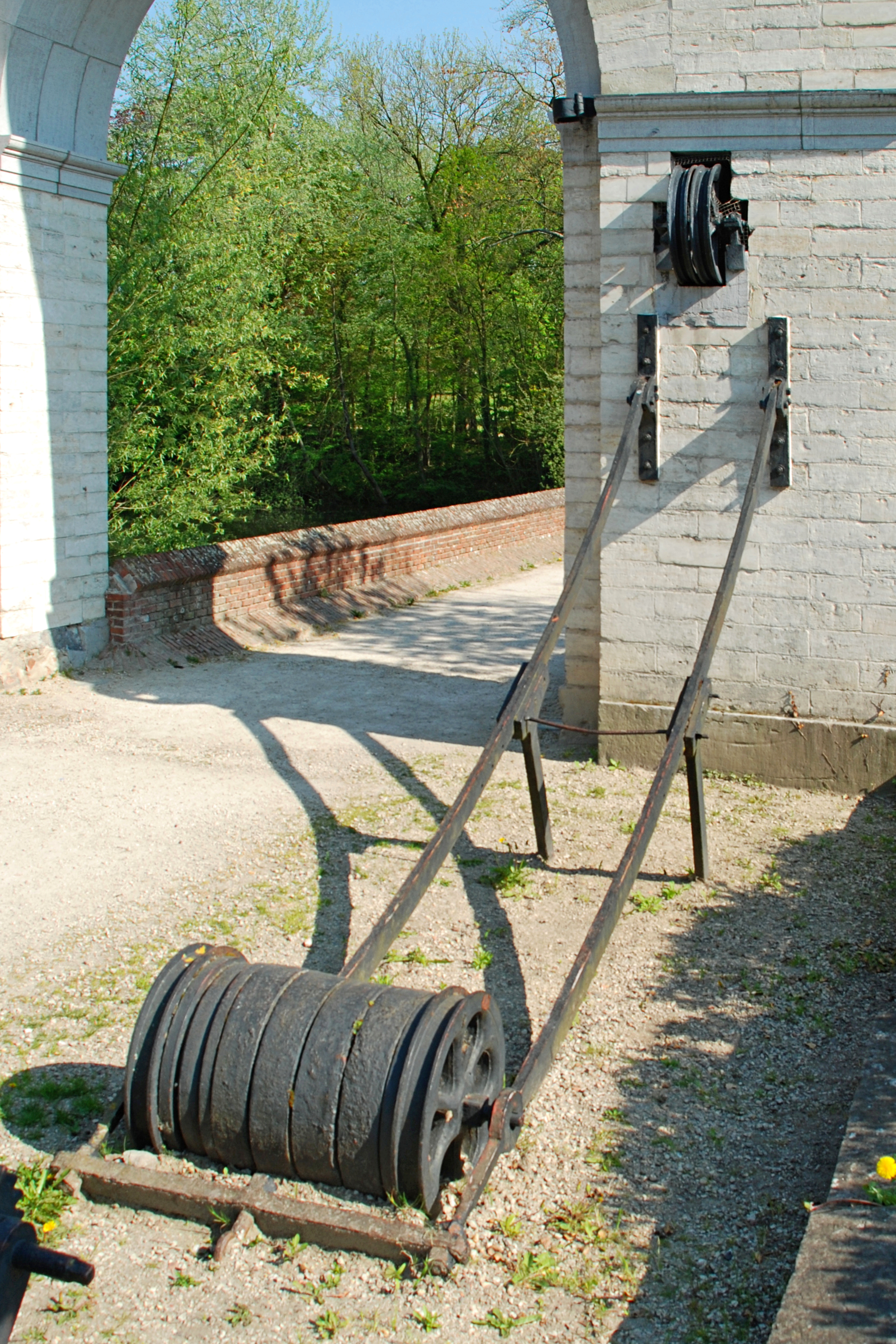
Contrepoids en métal de l'ancien pont-levis.
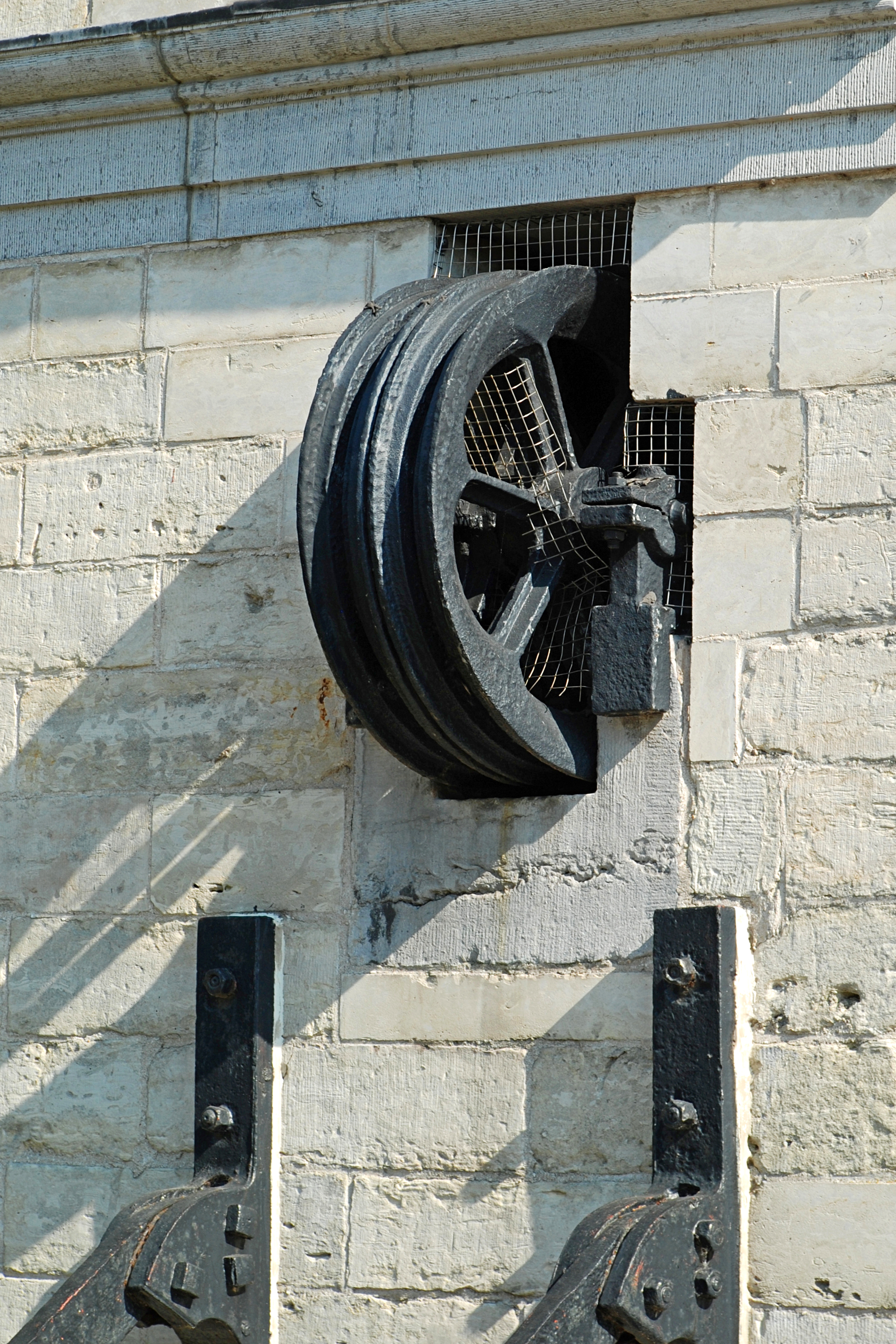
Détail du mécanisme.
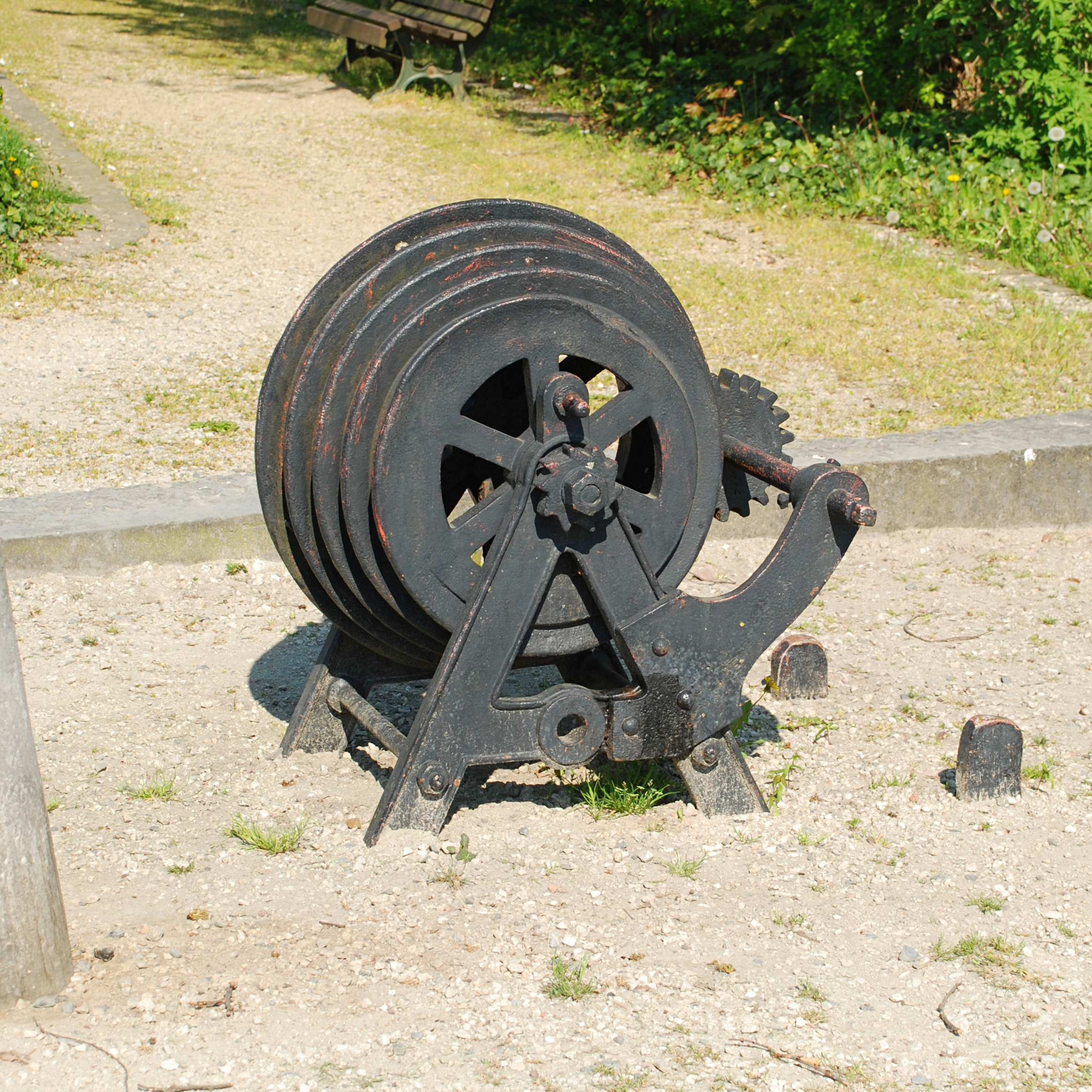
Détail du mécanisme.

Restaurée dans son état original, la Porte sert aujourd'hui d'entrée au parc municipal qui résulte de la transformation de l'ancien ravelin ou demi-lune en parc en 1940-1941. On aperçoit encore dans ce parc des restes de l'entrepôt de poudre et de munitions.

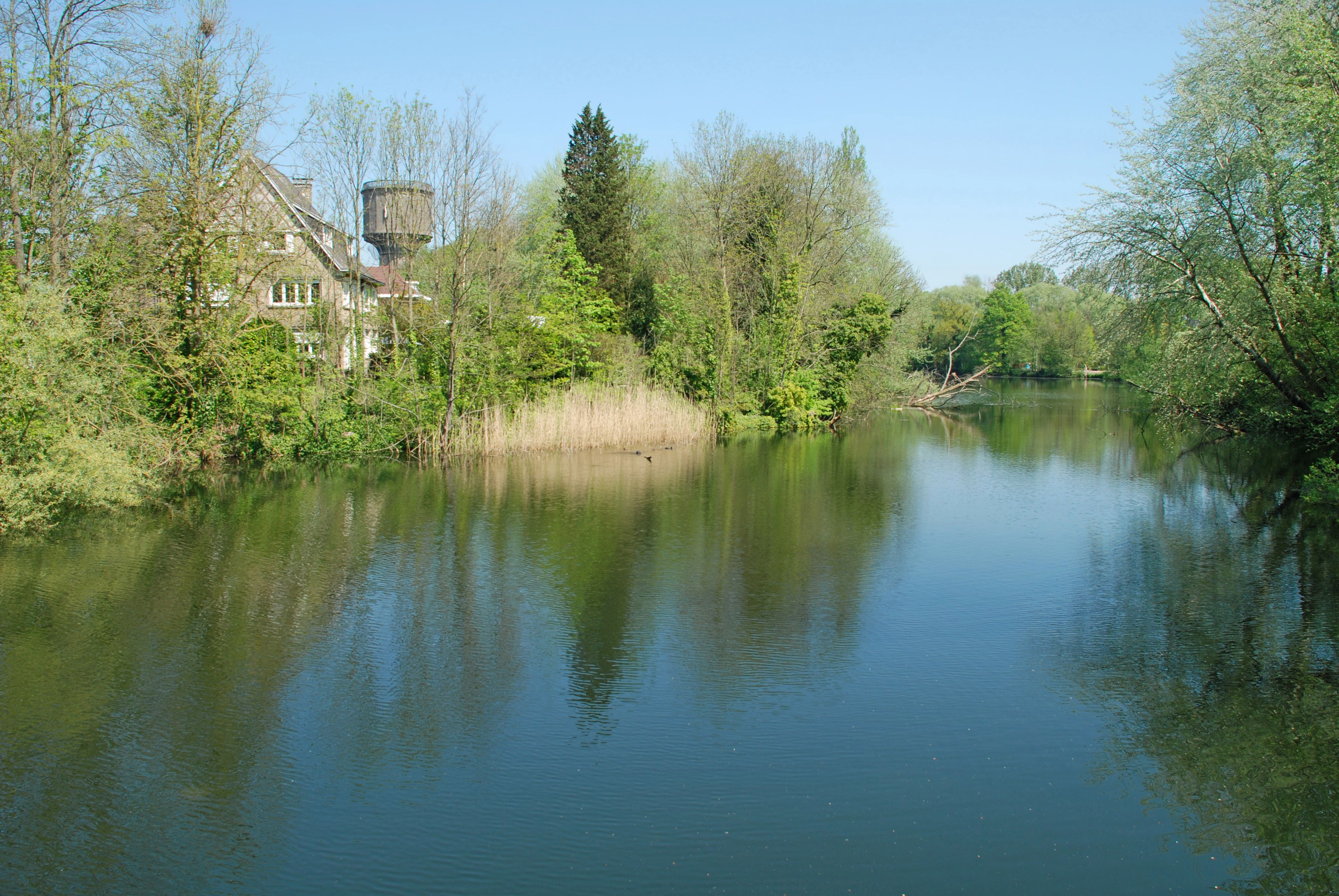
Les douves.
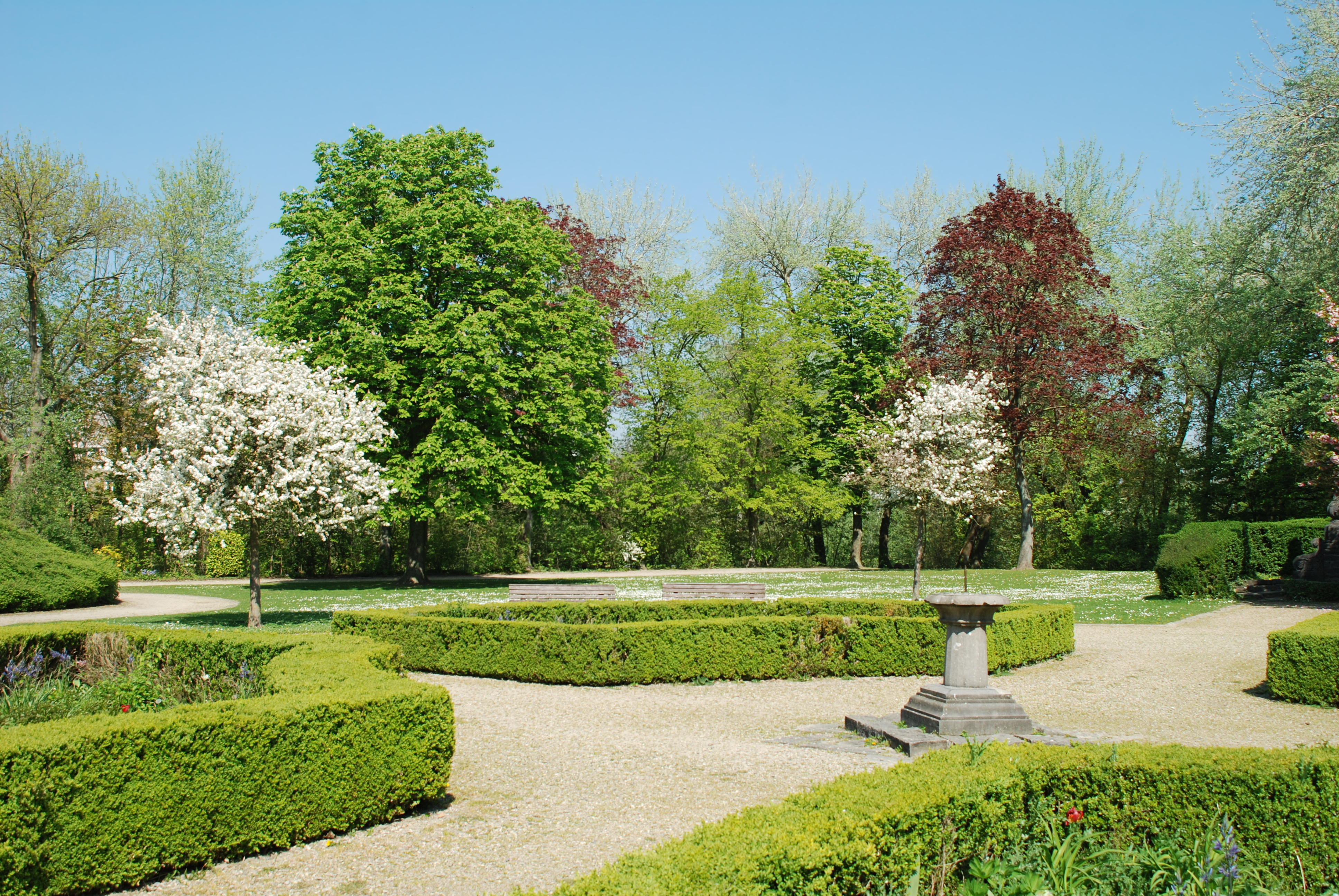
Le parc de la ville aménagé dans l'ancien ravelin.